# Национално знаме на Република Южна Африка
Националното знаме на Република Южна Африка е прието на 27 април 1994 г. в периода на първите свободни избори и края на апартейда.
Представлява правоъгълно парче плат със съотношение на страните 2:3. Има сложен дизайн с елементи в 6 цвята. В средата на знамето е изобразено зелено поле във формата на Y със златни и бели кантове, а полетата около него са изпълнени в различни цветове.
Знамето е проектирано от Фредерик Браунел, главен херолд на страната.

## Символика
Флагът изобразява симбиозата на миналото, настоящето и бъдещето на ЮАР. В знамето са вградени шест цвята. Белият, червеният и синият цвят са взети от предходния флаг, а другите три от знамето на Африканския национален конгрес.
Символиката на флага показва многорасовото бъдеще на ЮАР. Зеленото поле във формата на Y се възприема като съединението на различните етнически групи в страната и погледът им към нова обединена Южна Африка. Цветове в знамето нямат официална символика, но съществуват различни твърдения за това. Според едни, белият цвят е символ на миналото на страната, а също и на бялото население. Черният, жълтият и зеленият цвят са символ на коренното население и борбата му против апартейда:
- Червен цвят – олицетворява Великобритания и англоезичното население (произлиза от червения цвят на униформата на британската армия);
- Син цвят – олицетворява Нидерландия и бурите (синият цвят присъства върху флага на Нидерландия и бурските републики);
- Бял цвят – олицетворява белите южноафриканци;
- Черен цвят – олицетворява чернокожото население;
- Жълт цвят – олицетворява индийците;
- Зелен цвят – олицетворява цветнокожото население

## Дизайн
| Цвят | Официален цветови модел | RGB цветови модел | HEX цветови модел |
| ---- | ----------------------- | ----------------- | ----------------- |
|      | -                       | (0, 124, 89)      | #007C59           |
|      | -                       | (252, 181, 20)    | #FCB514           |
|      | -                       | (226, 61, 40)     | #E23D28           |
|      | -                       | (12, 28, 140)     | #0C1C8C           |
|      | -                       | (0, 0, 0)         | #000000           |
|      | -                       | (255, 255, 255)   | #FFFFFF           |

## Предишни знамена
- Знаме на Южноафриканския съюз – 1910 г. до 1928 г.
- Знаме на Южноафриканския съюз, а по-късно ЮАР – 1928 г. до 1994 г.